# Friedrich Forster
Friedrich Forster, pseudonimo di Waldfried Burggraf (Brema, 11 agosto 1895 – Brema, 1º marzo 1958), è stato un attore, regista e drammaturgo tedesco.

## Biografia
Nato a Brema, Forster ha frequentato la Schnepfenthal Salzmann School in Turingia e l'Altes Gymnasium di Brema. Ha lavorato come attore, drammaturgo e regista in diversi teatri della Germania meridionale. Fu al Meiningen Court Theatre dal 1913 al 1917, e dal 1933 al 1938 fu direttore ad interim della Bayerisches Staatsschauspiel e direttore artistico della Bayerische Landesbühne a Monaco di Baviera. È stato anche consigliere letterario dell'UFA.
Dopo la sua carriera di recitazione, si stabilì a Schlehdorf e lì si dedicò solo alla poesia drammatica. Ha scritto opere teatrali efficaci con temi storici ma anche contemporanei, nonché commedie di fiabe, commedie e storie. In seguito tornò a Brema.
La sua opera più nota è la commedia per ragazzi Robinson non deve morire (Robinson soll nicht sterben, 1932), ambientata nella Londra del vecchio Daniel Defoe. Questa commedia, che Gerhart Hauptmann ha elogiato come immortale, è stata eseguita molte migliaia di volte.  L'omonima novella dedicata a Gerhart Hauptmann (1942) fu girata nel 1957 con il titolo La ragazza e la leggenda (Das Mädchen und die Legende).
Tra la sua vasta produzione di drammaturgo inoltre si può menzionare l'amaro dramma di uno scolaro Il grigio (Der Graue, 1930); oltre che molte fiabe teatrali ricche d'incantata poesia, quali il Re Ranocchio (Der Froschkönig, 1930); Il gatto con gli stivali (Der gestiefelte Kater, 1954).

## Opere
- Il grigio (Der Graue, 1930);
- Re Ranocchio (Der Froschkönig, 1930);
- Robinson non deve morire (Robinson soll nicht sterben, 1932);
- La ragazza e la leggenda (Das Mädchen und die Legende, 1957);
- Il gatto con gli stivali (Der gestiefelte Kater, 1954).